# Poșta, Galați
Poșta este un sat în comuna Gohor din județul Galați, Moldova, România. Moldova, România.
 Acest articol despre o localitate din județul Galați este deocamdată un ciot. Puteți ajuta Wikipedia prin completarea lui.